# فيدريكو فرير
فيدريكو فرير (بالإسبانية: Federico Freire)‏ (6 نوفمبر 1990 ببوينس آيرس في الأرجنتين - ) هو لاعب كرة قدم أرجنتيني في مركز الوسط. لعب مع أرسنال ساراندي وفيليز سارسفيلد ونادي كاتانيا وClub Deportivo Universidad de San Martín de Porres ‏.

## روابط خارجية
- فيدريكو فرير على موقع قاعدة بيانات كرة القدم.إي يو (الإنجليزية)
- فيدريكو فرير على موقع Soccerway.com (الإنجليزية)
- فيدريكو فرير على موقع AS.com (الإسبانية)